# Phytoseiulus persimilis
Phytoseiulus persimilis és un àcar fitosèid depredador especialista de l'aranya roja (Tetranychus urticae) cosmopolita, i natiu de la Mediterrània.

## Descripció
Els adults són de color roig brillant, molt actius, esfèrics, caminen com a separats del sòl gràcies a les seues llargues potes. Els seus ous són ovals, de color taronja clar o rosàcia, transparents en acabar de pondre i es van enfosquint amb el pas del temps, i dues vegades més grans que els de T. urticae. La larva té 6 potes i no menja. Les larves i nimfes són de color roig pàl·lid a clar.

## Biologia i distribució
És originari de la zona subtropical d'Amèrica del Sud i està ben adaptat i àmpliament distribuït en la zona mediterrània, no obstant això, ha sigut introduït en tants països que pot dir-se que la seua distribució actual és cosmopolita. Habita les herbes adventícies, especialment on en la coberta vegetal domina la festuca alta, de la zona mediterrània, encara que no és molt abundant.
P. persimilis és una espècie monòfaga que s'alimenta quasi exclusivament d'àcars tetraníquids. L'adult s'alimenta de tots els estadis de l'aranya roja, encara que les nimfes només depreden ous i protonimfes. En les seues poblacions hi ha quatre vegades més femelles que mascles.
Els adults i les nimfes busquen activament a les seues preses, una vegada trobades succionen el seu contingut fins a assecar-les. La femella comença la posta, prèviament a l'aparellament, un temps després d'aconseguir l'estat adult (2 dies a 20° C) i la fa en les proximitats o a l'interior d'una colònia d'aranya roja. A 20° C posa 54 ous en 22 dies, podent arribar com a màxim a 50-70 ous al llarg de la seua vida. De l'ou ix la larva, i li segueixen els estats de pronimfa, deuteronimfa i l'adult, sense que entre ells hi haja un període de repòs. La durada del cicle complet és de 5 dies a 30° C, de 25 a 15° C i de 9 a 20° C.
A temperatures inferiors a 30° C i humitats relatives superiors al 60% el cicle del depredador és més ràpid que el de l'aranya roja i la control és eficaç, mentre que temperatures superiors a 30° C i humitats relatives més seques afavoreixen a l'aranya roja i, per tant, el control perd eficàcia.
El fotoperíode curt fa minvar la seua activitat, sense entrar en diapausa. Presenta una excel·lent mobilitat, fins i tot quan existeixen teranyines en la planta. Una vegada detectada la colònia, la femella pondrà els seus ous en aquesta. D'ells emergirà una larva, que començarà a alimentar-se immediatament, podent consumir uns 5 adults o 20 ous al dia, depenent de l'estat en què es trobe, fins a assolir l'estat d'adult. No s'alimenta d'altres artròpodes, ni de pol·len, per la qual cosa és necessària la presència d'aranya roja per al seu establiment en l'agroecosistema.
Representa el 5% dels depredadors d'aranya roja als camps de cítrics del País Valencià, tanmateix el 75% de les captures són seues. Així, és menys abundant però més eficient que Euseius stipulatus. La presència de P. persimilis en mandariners activa l'alliberament de substàncies volàtils que T. urticae pot percebre i que interpreta com a senyal de perill, i per aquesta raó evita instal·lar-se en aquests. Aquesta resposta per part del mandariner ve modulada pel peu de l'empelt.

## Mesures agronòmiques
Existeixen empreses que crien aquesta espècie d'àcar per poder reforçar la població autòctona (control biològic inundatiu). Quan se supera el llindar de danys per aranya roja es pot aplicar entre 2-6 ind/m² o fins a 20 ind/m² quan s'aplica directament sobre el focus d'aranya roja durant una infestació elevada. Es recomana la utilització en qualsevol cultiu hortícola, ornamental o fruiter en el qual s'hagen detectat els primers focus d'aranya roja. El llindar econòmics de danys en cítrics és de 31 femelles/fulla·m², amb una variació de 10-15 femelles depenent de la dinàmica poblacional del mateix àcar. Una vegada superat el llindar cal aplicar mesures en un termini d'una setmana.